# Ligue 1 2019–20
Giải đấu Ligue 1 2019–20 (tên đầy đủ là Ligue 1 Conforama 2019-20) là mùa giải thứ 82 của Giải vô địch bóng đá quốc gia Pháp (Ligue 1) kể từ khi thành lập. Giải bắt đầu vào ngày 9 tháng 8 năm 2019 và kết thúc vào ngày 23 tháng 5 năm 2020. Đương kim vô địch là Paris Saint-Germain.
Vào ngày 7 tháng 3 năm 2020, Liên đoàn bóng đá Pháp (FFF) quyết định kết thúc sớm mùa giải vì đại dịch COVID-19 tại Pháp.

## Danh sách đội tham dự

### Thay đổi danh sách đội
FC Metz và Stade Brestois 29 được thăng hạng từ sau mùa Ligue 2 2018–19, thay thế 2 đội bị xuống hạng từ sau mùa Ligue 1 2018–19 là Stade Malherbe Caen và En Avant de Guingamp.

### Sân vận động và địa điểm
| Đội                 | Địa điểm          | Sân vận động                        | Sức chứa | Mùa 2018–19      |
| ------------------- | ----------------- | ----------------------------------- | -------- | ---------------- |
| Amiens              | Amiens            | Stade de la Licorne                 | 12.097   | Thứ 15           |
| Angers              | Angers            | Stade Raymond Kopa                  | 17.835   | Thứ 13           |
| Bordeaux            | Bordeaux          | Matmut Atlantique                   | 42.115   | Thứ 14           |
| Brest               | Brest             | Stade Francis-Le Blé                | 15.097   | Ligue 2, thứ 2   |
| Dijon               | Dijon             | Sân vận động Gaston Gérard          | 18.376   | Thứ 18           |
| Lille               | Villeneuve-d'Ascq | Sân vận động Pierre-Mauroy          | 50.157   | Thứ 2            |
| Lyon                | Décines-Charpieu  | Parc Olympique Lyonnais             | 59.186   | Thứ 3            |
| Marseille           | Marseille         | Sân vận động Vélodrome              | 67.394   | Thứ 5            |
| Metz                | Metz              | Sân vận động Saint-Symphorien       | 25.636   | Ligue 2, vô địch |
| Monaco              | Monaco            | Sân vận động Louis II               | 18.523   | Thứ 17           |
| Montpellier         | Montpellier       | Stade de la Mosson                  | 32.939   | Thứ 6            |
| Nantes              | Nantes            | Stade de la Beaujoire               | 37.473   | Thứ 12           |
| Nice                | Nice              | Allianz Riviera                     | 35.624   | Thứ 7            |
| Nîmes               | Nîmes             | Sân vận động Costières              | 18.482   | Thứ 9            |
| Paris Saint-Germain | Paris             | Sân vận động Công viên các Hoàng tử | 48.583   | Vô địch          |
| Reims               | Reims             | Sân vận động Auguste-Delaune        | 21.684   | Thứ 8            |
| Rennes              | Rennes            | Roazhon Park                        | 29.778   | Thứ 10           |
| Saint-Étienne       | Saint-Étienne     | Sân vận động Geoffroy-Guichard      | 41.965   | Thứ 4            |
| Strasbourg          | Strasbourg        | Sân vận động Meinau                 | 29.230   | Thứ 11           |
| Toulouse            | Toulouse          | Sân vận động Thành phố              | 33.150   | Thứ 16           |

### Số đội theo vùng
| Số đội | Vùng hoặc quốc gia         | Danh sách đội                   |
| ------ | -------------------------- | ------------------------------- |
| 3      | Grand Est                  | Metz, Reims, và Strasbourg      |
| 3      | Occitanie                  | Montpellier, Nîmes, và Toulouse |
| 2      | Auvergne-Rhône-Alpes       | Lyon và Saint-Étienne           |
| 2      | Bretagne                   | Brest và Rennes                 |
| 2      | Hauts-de-France            | Amiens và Lille                 |
| 2      | Pays de la Loire           | Angers và Nantes                |
| 2      | Provence-Alpes-Côte d'Azur | Marseille và Nice               |
| 1      | Bourgogne-Franche-Comté    | Dijon                           |
| 1      | Monaco                     | Monaco                          |
| 1      | Île-de-France              | PSG                             |
| 1      | Nouvelle-Aquitaine         | Bordeaux                        |

### Nhân sự và áo đấu
| Đội                 | Huấn luyện viên     | Đội trưởng        | Nhà sản xuất áo đấu  | Nhà tài trợ chính                                   |
| ------------------- | ------------------- | ----------------- | -------------------- | --------------------------------------------------- |
| Amiens              | Luka Elsner         | Thomas Monconduit | Puma                 | Intersport                                          |
| Angers              | Stéphane Moulin     | Ismaël Traoré     | Kappa                | Scania (H), Bodet (A)                               |
| Bordeaux            | Paulo Sousa         | Benoît Costil     | Puma                 | Groupe Sweetcom (H), Bistro Régent (A), Winamax (3) |
| Brest               | Olivier Dall'Oglio  | Gaëtan Belaud     | Nike                 | Quéguiner (H), Yaourts Malo (A)                     |
| Dijon               | Stéphane Jobard     | Júlio Tavares     | Lotto                | Roger Martin (H), Suez (A & 3)                      |
| Lille               | Christophe Galtier  | Adama Soumaoro    | New Balance          | Vero Moda                                           |
| Lyon                | Sylvinho            | Nabil Fekir       | Adidas               | Hyundai, Veolia (European)                          |
| Marseille           | André Villas-Boas   | Dimitri Payet     | Puma                 | Orange                                              |
| Monaco              | Leonardo Jardim     | Radamel Falcao    | Kappa                | Fedcom                                              |
| Metz                | Frédéric Antonetti  | Renaud Cohade     | Nike                 | Moselle                                             |
| Montpellier         | Michel Der Zakarian | Vitorino Hilton   | Nike                 | Sud de France                                       |
| Nantes              | Vahid Halilhodžić   | Valentin Rongier  | New Balance          | Synergie                                            |
| Nice                | Patrick Vieira      | Dante Bonfim      | Macron               | Mutuelles du Soleil                                 |
| Nîmes               | Bernard Blaquart    | Féthi Harek       | Puma                 | Hectare                                             |
| Paris Saint-Germain | Thomas Tuchel       | Thiago Silva      | Nike, Air Jordan (A) | Accor Live Limitless                                |
| Reims               | David Guion         | Marvin Martin     | Umbro                | Emporio Armani                                      |
| Rennes              | Julien Stéphan      | Benjamin André    | Puma                 | Samsic                                              |
| Saint-Étienne       | Ghislain Printant   | Loïc Perrin       | Le Coq Sportif       | Aesio                                               |
| Strasbourg          | Thierry Laurey      | Stefan Mitrović   | Adidas               | ÉS Énergies (H), Croisi Europe (A)                  |
| Toulouse            | Alain Casanova      | Max-Alain Gradel  | Joma                 | Triangle Interim                                    |

Ghi chú:
(H): Trang phục sân nhà
(A): Trang phục sân khách

### Thay đổi huấn luyện viên
| Đội           | Huấn luyện viên đi   | Lý do               | Ngày rời đội        | Vị trí trên BXH       | Thay thế bởi       | Ngày bổ nhiệm       |
| ------------- | -------------------- | ------------------- | ------------------- | --------------------- | ------------------ | ------------------- |
| Brest         | Jean-Marc Furlan     | Hết hạn hợp đồng    | 17 tháng 5 năm 2019 | Vị trí cuối mùa trước | Olivier Dall'Oglio | 26 tháng 5 năm 2019 |
| Lyon          | Bruno Génésio        | Hết hạn hợp đồng    | 25 tháng 5 năm 2019 | Vị trí cuối mùa trước | Sylvinho           | 25 tháng 5 năm 2019 |
| Saint-Étienne | Jean-Louis Gasset    | Hết hạn hợp đồng    | 06 tháng 6 năm 2019 | Vị trí cuối mùa trước | Ghislain Printant  | 25 tháng 5 năm 2019 |
| Marseille     | Rudi Garcia          | Từ chức             | 25 tháng 5 năm 2019 | Vị trí cuối mùa trước | André Villas-Boas  | 28 tháng 5 năm 2019 |
| Amiens        | Christophe Pélissier | Chuyển sang Lorient | 29 tháng 5 năm 2019 | Vị trí cuối mùa trước | Luka Elsner        | 19 tháng 6 năm 2019 |
| Dijon         | Antoine Kombouaré    | Từ chức             | 10 tháng 6 năm 2019 | Vị trí cuối mùa trước | Stéphane Jobard    | 20 tháng 6 năm 2019 |

## Bảng xếp hạng
| VT | Đội                     | ST | T  | H  | B  | BT | BB | HS  | Đ  | Giành quyền tham dự hoặc xuống hạng |
| -- | ----------------------- | -- | -- | -- | -- | -- | -- | --- | -- | ----------------------------------- |
| 1  | Paris Saint-Germain (C) | 27 | 22 | 2  | 3  | 75 | 24 | +51 | 68 | Vào vòng bảng Champions League      |
| 2  | Marseille               | 28 | 16 | 8  | 4  | 41 | 29 | +12 | 56 | Vào vòng bảng Champions League      |
| 3  | Rennes                  | 28 | 15 | 5  | 8  | 38 | 24 | +14 | 50 | Vào vòng bảng Champions League      |
| 4  | Lille                   | 28 | 15 | 4  | 9  | 35 | 27 | +8  | 49 | Vào vòng bảng Europa League         |
| 5  | Nice                    | 28 | 11 | 8  | 9  | 41 | 38 | +3  | 41 | Vào vòng bảng Europa League         |
| 6  | Reims                   | 28 | 10 | 11 | 7  | 26 | 21 | +5  | 41 | [ a ]                               |
| 7  | Lyon                    | 28 | 11 | 7  | 10 | 42 | 27 | +15 | 40 |                                     |
| 8  | Montpellier             | 28 | 11 | 7  | 10 | 35 | 34 | +1  | 40 |                                     |
| 9  | Monaco                  | 28 | 11 | 7  | 10 | 44 | 44 | 0   | 40 |                                     |
| 10 | Strasbourg              | 27 | 11 | 5  | 11 | 32 | 32 | 0   | 38 |                                     |
| 11 | Angers                  | 28 | 11 | 6  | 11 | 28 | 33 | −5  | 39 |                                     |
| 12 | Bordeaux                | 28 | 9  | 10 | 9  | 40 | 34 | +6  | 37 |                                     |
| 13 | Nantes                  | 28 | 11 | 4  | 13 | 28 | 31 | −3  | 37 |                                     |
| 14 | Brest                   | 28 | 8  | 10 | 10 | 34 | 37 | −3  | 34 |                                     |
| 15 | Metz                    | 28 | 8  | 10 | 10 | 27 | 35 | −8  | 34 |                                     |
| 16 | Dijon                   | 28 | 7  | 9  | 12 | 27 | 37 | −10 | 30 |                                     |
| 17 | Saint-Étienne           | 28 | 8  | 6  | 14 | 29 | 45 | −16 | 30 |                                     |
| 18 | Nîmes                   | 28 | 7  | 6  | 15 | 29 | 44 | −15 | 27 |                                     |
| 19 | Amiens (R)              | 28 | 4  | 11 | 13 | 31 | 50 | −19 | 23 | Xuống hạng đến Ligue 2              |
| 20 | Toulouse (R)            | 28 | 3  | 4  | 21 | 22 | 58 | −36 | 13 | Xuống hạng đến Ligue 2              |

1. 1 2  Since the winners of the Coupe de France and the Coupe de la Ligue, Paris Saint-Germain, qualified for the Champions League, the spot given to the Coupe de France winners (Europa League group stage) was passed to the fifth-placed team and the spot given to the Coupe de la Ligue winners (Europa League second qualifying round) was passed to the sixth-placed team.
2. 1 2  Nice finished ahead of Reims on head-to-head points: Nice 2–0 Reims, Reims 1–1 Nice.
3. 1 2  Bordeaux finished ahead of Nantes on head-to-head points: Bordeaux 2–0 Nantes, Nantes 0–1 Bordeaux.
4. ↑  Originally, the 18th-placed Ligue 1 team would play in promotion-relegation play-offs at the end of the season with a team from Ligue 2 to decide whether they would remain in Ligue 1 for the 2020–21 season, but the play-offs were cancelled and the 18th-placed team remained in Ligue 1.

## Kết quả các trận
| Nhà \ Khách   | AMI | ANG | BOR | BRE | DIJ | LIL | OL  | OM  | MET | ASM | MON | FCN | NIC | NMS | PSG | REI | REN | STE | STR | TFC |
| ------------- | --- | --- | --- | --- | --- | --- | --- | --- | --- | --- | --- | --- | --- | --- | --- | --- | --- | --- | --- | --- |
| Amiens        | —   | —   | 1–3 | 1–0 | 1–1 | 1–0 | 2–2 | 3–1 | 0–1 | 1–2 | 1–2 | 1–2 | —   | —   | 4–4 | 1–1 | —   | —   | 0–4 | 0–0 |
| Angers        | 1–1 | —   | 3–1 | 0–1 | 2–0 | 0–2 | —   | 0–2 | 3–0 | 0–0 | 1–0 | 2–0 | 1–1 | 1–0 | —   | 1–4 | —   | 4–1 | 1–0 | —   |
| Bordeaux      | —   | —   | —   | 2–2 | 2–2 | —   | 1–2 | 0–0 | 2–0 | 2–1 | 1–1 | 2–0 | 1–1 | 6–0 | 0–1 | —   | —   | 0–1 | 0–1 | —   |
| Brest         | 2–1 | 0–1 | 1–1 | —   | 2–0 | —   | 2–2 | —   | 2–0 | —   | —   | 1–1 | 0–0 | —   | 1–2 | 1–0 | 0–0 | 3–2 | 5–0 | 1–1 |
| Dijon         | —   | —   | 0–2 | 3–0 | —   | 1–0 | —   | 0–0 | 2–2 | 1–1 | 2–2 | 3–3 | —   | 0–0 | 2–1 | —   | 2–1 | 1–2 | 1–0 | 2–1 |
| Lille         | —   | 2–1 | 3–0 | 1–0 | 1–0 | —   | 1–0 | 1–2 | 0–0 | —   | 2–1 | 2–1 | —   | 2–2 | 0–2 | —   | 1–0 | 3–0 | 2–0 | 3–0 |
| Lyon          | 0–0 | 6–0 | 1–1 | —   | 0–0 | 0–1 | —   | —   | 2–0 | —   | —   | 0–1 | 2–1 | —   | 0–1 | —   | 0–1 | 2–0 | 1–1 | 3–0 |
| Marseille     | 2–2 | 0–0 | 3–1 | 2–1 | —   | 2–1 | 2–1 | —   | —   | —   | 1–1 | 1–3 | —   | 3–1 | —   | 0–2 | 1–1 | 1–0 | 2–0 | 1–0 |
| Metz          | 1–2 | —   | 1–2 | —   | —   | —   | 0–2 | 1–1 | —   | 3–0 | 2–2 | 1–0 | —   | 2–1 | 0–2 | 1–1 | 0–1 | 3–1 | 1–0 | 2–2 |
| Monaco        | 3–0 | 1–0 | —   | 4–1 | 1–0 | 5–1 | 0–3 | 3–4 | —   | —   | 1–0 | —   | 3–1 | 2–2 | 1–4 | 1–1 | 3–2 | —   | 1–3 | —   |
| Montpellier   | 4–2 | 0–0 | —   | 4–0 | 2–1 | —   | 1–0 | —   | 1–1 | 3–1 | —   | —   | 2–1 | 1–0 | 1–3 | —   | 0–1 | 1–0 | 3–0 | 3–0 |
| Nantes        | —   | 1–2 | 0–1 | —   | 1–0 | 0–1 | —   | 0–0 | 0–0 | 0–1 | 1–0 | —   | 1–0 | —   | 1–2 | 1–0 | 1–0 | 2–3 | —   | 2–1 |
| Nice          | 2–1 | 3–1 | 1–1 | 2–2 | 2–1 | 1–1 | 2–1 | 1–2 | 4–1 | 2–1 | —   | —   | —   | 1–3 | 1–4 | 2–0 | 1–1 | —   | —   | 3–0 |
| Nîmes         | 1–1 | 1–0 | —   | 3–0 | 2–0 | —   | 0–4 | 2–3 | 1–1 | 3–1 | —   | 0–1 | 1–2 | —   | —   | 2–0 | 0–1 | 0–1 | —   | 1–0 |
| Paris SG      | 4–1 | 4–0 | 4–3 | —   | 4–0 | 2–0 | 4–2 | 4–0 | —   | 3–3 | 5–0 | 2–0 | —   | 3–0 | —   | 0–2 | —   | —   | 1–0 | 4–0 |
| Reims         | —   | 0–0 | 1–1 | 1–0 | 1–2 | 2–0 | 1–1 | —   | 0–1 | 0–0 | 1–0 | —   | 1–1 | 0–0 | —   | —   | 1–0 | 3–1 | 0–0 | —   |
| Rennes        | 3–1 | 2–1 | 1–0 | 0–0 | —   | 1–1 | —   | 0–1 | —   | —   | 5–0 | 3–2 | 1–2 | 2–1 | 2–1 | 0–1 | —   | 2–1 | —   | 3–2 |
| Saint-Étienne | 2–2 | —   | 1–1 | 1–1 | —   | —   | 1–0 | 0–2 | 0–1 | 1–0 | 0–0 | 0–2 | 4–1 | 2–1 | 0–4 | 1–1 | —   | —   | —   | 2–2 |
| Strasbourg    | 0–0 | —   | —   | —   | —   | 1–2 | 1–2 | —   | 1–1 | 2–2 | 1–0 | 2–1 | 1–0 | 4–1 | —   | 3–0 | 0–2 | 2–1 | —   | 4–2 |
| Toulouse      | 2–0 | 0–2 | 1–3 | 2–5 | 1–0 | 2–1 | 2–3 | 0–2 | —   | 1–2 | —   | —   | 0–2 | —   | —   | 0–1 | 0–2 | —   | 0–1 | —   |

### Vị trí theo vòng đấu
Đây là bảng liệt kê vị trí các đội sau mỗi vòng đấu. Để cập nhật thông tin liên tục, các trận bị hoãn không được điền vào như dự kiến, nhưng sẽ được thêm ngay sau khi đội đã đấu trận bị hoãn.
| Đội ╲ Vòng    | 1      | 2  | 3  | 4  | 5  | 6  | 7  | 8  | 9  | 10 | 11 | 12 | 13 | 14 | 15 | 16 | 17 | 18 | 19 | 20 | 21 | 22 | 23 | 24 | 25 | 26 | 27 | 28 |    |
| ------------- | ------ | -- | -- | -- | -- | -- | -- | -- | -- | -- | -- | -- | -- | -- | -- | -- | -- | -- | -- | -- | -- | -- | -- | -- | -- | -- | -- | -- | -- |
| Đội ╲ Vòng    | Amiens | 14 | 9  | 16 | 18 | 16 | 14 | 15 | 16 | 11 | 13 | 14 | 12 | 15 | 16 | 16 | 17 | 17 | 17 | 18 | 18 | 18 | 18 | 19 | 19 | 19 | 19 | 19 | 19 |
| Angers        | 3      | 11 | 6  | 4  | 7  | 2  | 2  | 2  | 3  | 5  | 5  | 2  | 3  | 3  | 3  | 8  | 12 | 10 | 8  | 10 | 10 | 12 | 13 | 14 | 14 | 13 | 13 | 10 |    |
| Bordeaux      | 17     | 16 | 9  | 11 | 9  | 8  | 5  | 7  | 4  | 6  | 8  | 6  | 7  | 4  | 5  | 3  | 5  | 7  | 13 | 13 | 13 | 10 | 12 | 8  | 10 | 10 | 12 | 12 |    |
| Brest         | 11     | 12 | 7  | 12 | 13 | 15 | 13 | 18 | 12 | 9  | 6  | 9  | 12 | 14 | 15 | 12 | 14 | 15 | 15 | 14 | 14 | 14 | 14 | 13 | 13 | 13 | 14 | 14 |    |
| Dijon         | 15     | 18 | 20 | 20 | 20 | 20 | 20 | 20 | 19 | 19 | 20 | 17 | 18 | 17 | 18 | 16 | 16 | 16 | 16 | 16 | 16 | 17 | 17 | 17 | 18 | 17 | 17 | 16 |    |
| Lille         | 6      | 9  | 4  | 10 | 5  | 6  | 3  | 4  | 5  | 7  | 3  | 5  | 5  | 10 | 8  | 4  | 3  | 3  | 4  | 5  | 5  | 4  | 4  | 4  | 4  | 4  | 4  | 4  |    |
| Lyon          | 1      | 1  | 2  | 5  | 8  | 9  | 11 | 11 | 14 | 17 | 13 | 10 | 14 | 9  | 7  | 10 | 7  | 8  | 12 | 7  | 7  | 6  | 6  | 9  | 11 | 10 | 5  | 7  |    |
| Marseille     | 18     | 17 | 13 | 8  | 4  | 5  | 6  | 5  | 9  | 4  | 7  | 4  | 2  | 2  | 2  | 2  | 2  | 2  | 2  | 2  | 2  | 2  | 2  | 2  | 2  | 2  | 2  | 2  |    |
| Metz          | 10     | 4  | 10 | 15 | 17 | 18 | 16 | 17 | 20 | 16 | 19 | 19 | 17 | 18 | 17 | 18 | 18 | 18 | 17 | 17 | 17 | 16 | 16 | 16 | 15 | 15 | 15 | 15 |    |
| Monaco        | 20     | 20 | 19 | 19 | 19 | 19 | 18 | 12 | 16 | 14 | 11 | 15 | 11 | 13 | 14 | 13 | 11 | 9  | 7  | 9  | 9  | 13 | 10 | 7  | 5  | 5  | 7  | 9  |    |
| Montpellier   | 16     | 14 | 12 | 14 | 12 | 12 | 10 | 10 | 7  | 8  | 10 | 11 | 6  | 6  | 4  | 6  | 10 | 12 | 9  | 6  | 6  | 5  | 5  | 5  | 6  | 6  | 6  | 8  |    |
| Nantes        | 13     | 14 | 11 | 7  | 3  | 7  | 4  | 3  | 2  | 2  | 2  | 3  | 9  | 8  | 6  | 9  | 6  | 5  | 5  | 4  | 4  | 9  | 11 | 12 | 12 | 12 | 11 | 13 |    |
| Nice          | 7      | 2  | 5  | 3  | 6  | 3  | 7  | 6  | 8  | 11 | 15 | 13 | 13 | 15 | 12 | 14 | 13 | 13 | 10 | 11 | 11 | 8  | 8  | 11 | 9  | 9  | 9  | 6  |    |
| Nîmes         | 19     | 19 | 18 | 13 | 14 | 11 | 12 | 15 | 15 | 18 | 18 | 20 | 20 | 20 | 19 | 19 | 20 | 20 | 19 | 19 | 19 | 19 | 18 | 18 | 17 | 17 | 18 | 18 |    |
| Paris SG      | 2      | 8  | 3  | 1  | 1  | 1  | 1  | 1  | 1  | 1  | 1  | 1  | 1  | 1  | 1  | 1  | 1  | 1  | 1  | 1  | 1  | 1  | 1  | 1  | 1  | 1  | 1  | 1  |    |
| Reims         | 4      | 5  | 8  | 6  | 11 | 10 | 8  | 9  | 6  | 3  | 4  | 7  | 8  | 7  | 11 | 11 | 9  | 6  | 6  | 8  | 8  | 7  | 7  | 10 | 8  | 8  | 8  | 5  |    |
| Rennes        | 8      | 3  | 1  | 2  | 2  | 4  | 9  | 8  | 10 | 12 | 9  | 14 | 10 | 11 | 10 | 7  | 4  | 4  | 3  | 3  | 3  | 3  | 3  | 3  | 3  | 3  | 3  | 3  |    |
| Saint-Étienne | 5      | 6  | 14 | 16 | 15 | 17 | 19 | 19 | 13 | 10 | 12 | 8  | 4  | 5  | 9  | 5  | 8  | 11 | 14 | 15 | 15 | 15 | 15 | 15 | 16 | 16 | 16 | 17 |    |
| Strasbourg    | 11     | 13 | 17 | 17 | 18 | 16 | 17 | 13 | 17 | 20 | 16 | 16 | 16 | 12 | 13 | 15 | 15 | 14 | 11 | 12 | 12 | 11 | 9  | 6  | 7  | 7  | 10 | 11 |    |
| Toulouse      | 9      | 7  | 15 | 9  | 10 | 13 | 14 | 14 | 18 | 15 | 17 | 18 | 19 | 19 | 20 | 20 | 19 | 19 | 20 | 20 | 20 | 20 | 20 | 20 | 20 | 20 | 20 | 20 |    |

## Thống kê mùa giải

### Cầu thủ ghi bàn hàng đầu
| Thứ hạng | Cầu thủ           | Câu lạc bộ          | Số bàn thắng |
| -------- | ----------------- | ------------------- | ------------ |
| 1        | Wissam Ben Yedder | Monaco              | 18           |
| 1        | Kylian Mbappé     | Paris Saint-Germain | 18           |
| 3        | Moussa Dembélé    | Lyon                | 16           |
| 4        | Neymar            | Paris Saint-Germain | 13           |
| 4        | Victor Osimhen    | Lille               | 13           |
| 6        | Habib Diallo      | Metz                | 12           |
| 6        | Mauro Icardi      | Paris Saint-Germain | 12           |
| 8        | Darío Benedetto   | Marseille           | 11           |
| 8        | Kasper Dolberg    | Nice                | 11           |
| 10       | Denis Bouanga     | Saint-Étienne       | 10           |
| 10       | M'Baye Niang      | Rennes              | 10           |

### Kiến tạo
| Thứ hạng | Cầu thủ             | Câu lạc bộ          | Số kiến tạo |
| -------- | ------------------- | ------------------- | ----------- |
| 1        | Ángel Di María      | Paris Saint-Germain | 14          |
| 2        | Islam Slimani       | Monaco              | 8           |
| 3        | Yoann Court         | Brest               | 7           |
| 4        | Jonathan Ikoné      | Lille               | 6           |
| 4        | Pierre Lees-Melou   | Nice                | 6           |
| 4        | Neymar              | Paris Saint-Germain | 6           |
| 7        | Wissam Ben Yedder   | Monaco              | 5           |
| 7        | Romain Del Castillo | Rennes              | 5           |
| 7        | Gaël Kakuta         | Amiens              | 5           |
| 7        | Gaëtan Laborde      | Montpellier         | 5           |
| 7        | Kylian Mbappé       | Paris Saint-Germain | 5           |
| 7        | Moses Simon         | Nantes              | 5           |
| 7        | Marco Verratti      | Paris Saint-Germain | 5           |

### Hat-trick
| Cầu thủ             | Đội       | Đối thủ       | Tỷ số                                                        | Ngày                | Vòng đấu |
| ------------------- | --------- | ------------- | ------------------------------------------------------------ | ------------------- | -------- |
| Casimir Ninga       | Angers    | Saint-Étienne | 4–1 (H) Lưu trữ ngày 10 tháng 7 năm 2020 tại Wayback Machine | 22 tháng 9 năm 2019 |          |
| Cristian Battocchio | Brest     | Strasbourg    | 5–0 (H)                                                      | 3 tháng 12 năm 2019 |          |
| Josh Maja           | Bordeaux  | Nîmes         | 6–0 (H) Lưu trữ ngày 8 tháng 7 năm 2020 tại Wayback Machine  | 3 tháng 12 năm 2019 |          |
| Darío Benedetto     | Marseille | Nîmes         | 3–2 (A) Lưu trữ ngày 10 tháng 7 năm 2020 tại Wayback Machine | 28 tháng 2 năm 2020 |          |

### Giữ sạch lưới
| Thứ hạng | Thủ môn           | Câu lạc bộ          | Số trận sạch lưới |
| -------- | ----------------- | ------------------- | ----------------- |
| 1        | Mike Maignan      | Lille               | 12                |
| 1        | Steve Mandanda    | Marseille           | 12                |
| 1        | Predrag Rajković  | Reims               | 12                |
| 4        | Ludovic Butelle   | Angers              | 11                |
| 4        | Keylor Navas      | Paris Saint-Germain | 11                |
| 6        | Alban Lafont      | Nantes              | 10                |
| 7        | Édouard Mendy     | Rennes              | 9                 |
| 8        | Anthony Lopes     | Lyon                | 8                 |
| 8        | Alexandre Oukidja | Metz                | 8                 |
| 8        | Gerónimo Rulli    | Montpellier         | 8                 |
| 8        | Matz Sels         | Strasbourg          | 8                 |